# Filialkirche Prigglitz

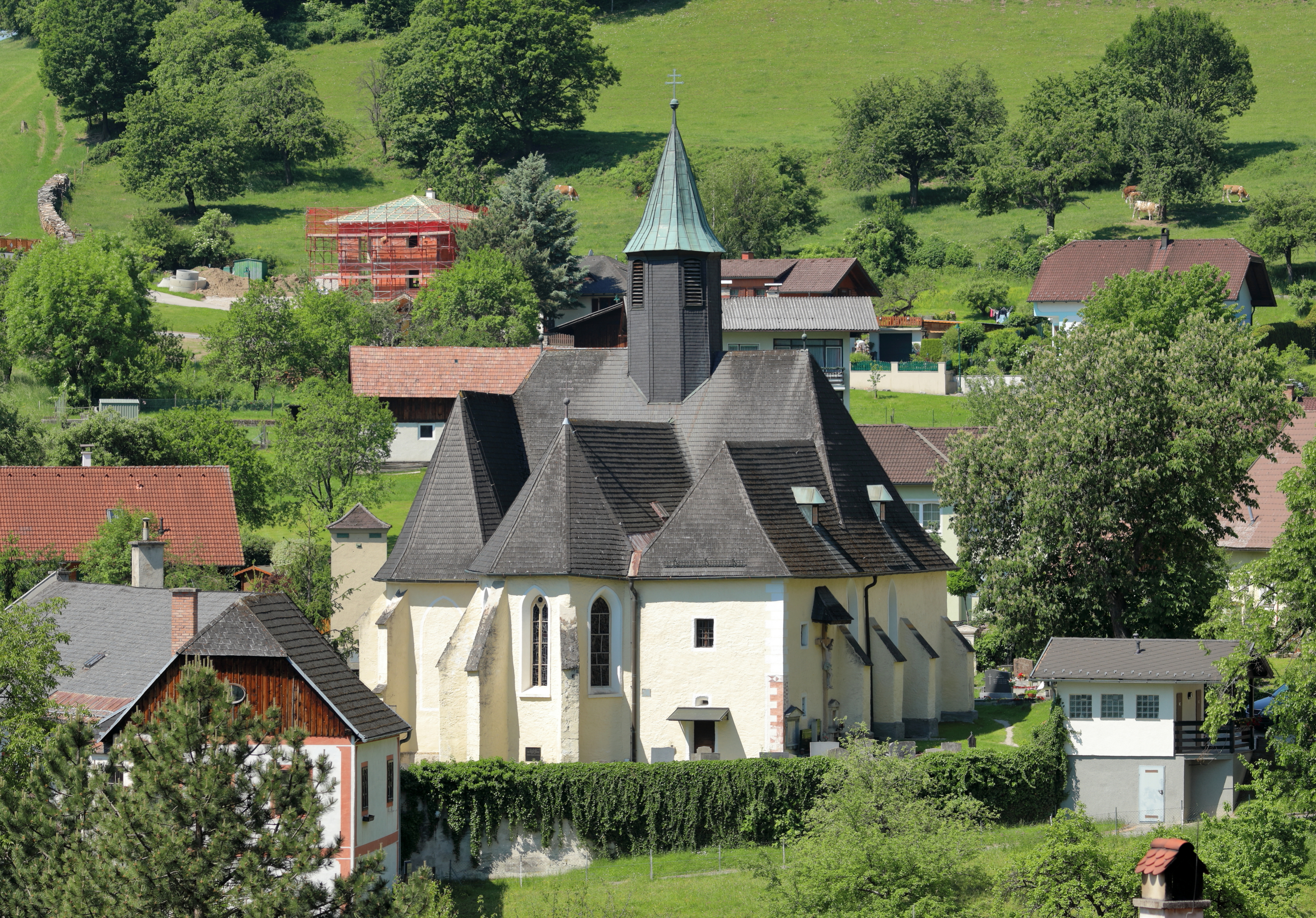
Pfarrkirche hl. Nikolaus

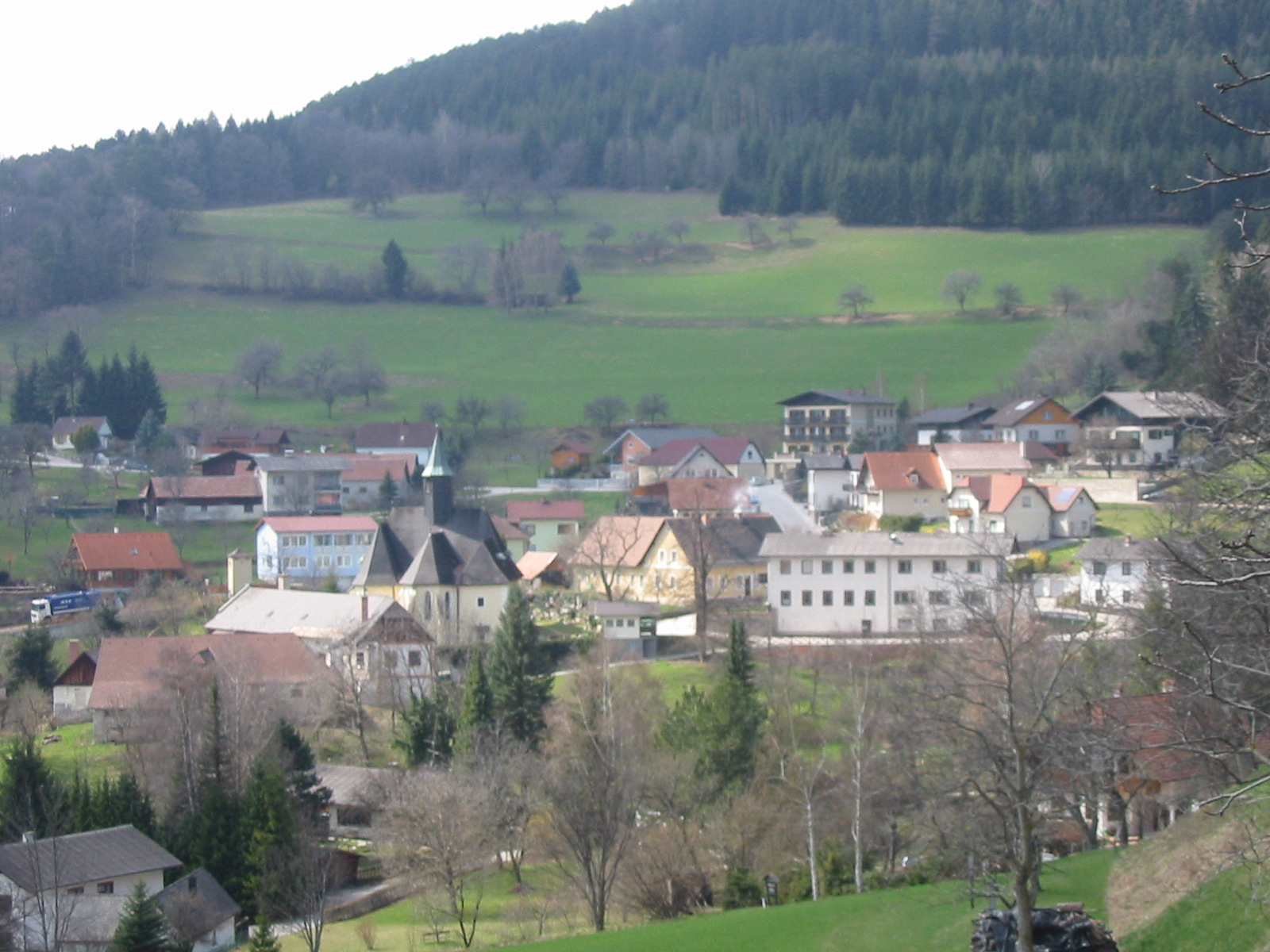
Katholische Pfarrkirche hl. Nikolaus in der Ortsmitte von Prigglitz

Die Filialkirche Prigglitz (bis 2023 Pfarrkirche) steht auf einem nach Südosten leicht abfallenden Kirchhofplateau mitten im Ort in der Gemeinde Prigglitz im Bezirk Neunkirchen in Niederösterreich. Die auf das Patrozinium Nikolaus von Myra geweihte römisch-katholischen Filialkirche gehört zum Dekanat Gloggnitz im Vikariat Unter dem Wienerwald der Erzdiözese Wien. Die Kirche und der Friedhof stehen unter Denkmalschutz (Listeneintrag).

## Geschichte
Der anfängliche Kirchenbau entstand in der ersten Hälfte des 13. Jahrhunderts. Urkundlich wurde 1264 und 1270 ein Pfarrer genannt. Urkundlich wurde 1287 eine Kirche genannt, um 1300 wurde der Chor gebaut. 1344 bestand eine Kaplaneistiftung von Chunrats von Görtschach, mitgenannt wurde die Errichtung des Südschiffes. Seit dem 15. Jahrhundert war die Pfarre landesfürstlich. Im ersten Viertel des 16. Jahrhunderts wurde das Mittelschiff des Langhauses eingewölbt. 1536 wurde die Sakristei angebaut. Im vierten Viertel des 16. Jahrhunderts wurde das Nordschiff angebaut, wobei das Presbyterium im Kern ein gotischer Karner war. Um 1725/1735 wurde die Kirche unter dem Pfarrer Leopold Sommerer teilweise barockisiert. 1962 bis 1968 war eine Restaurierung.
Das spätgotische, im Kern romanische Langhaus mit einem frühgotischen Chor erhielt frühneuzeitliche Anbauten. Die Kirchhofmauer ist im Kern spätmittelalterlich und wurde großteils erneuert.
Am 1. Mai 2023 wurde die Pfarre Prigglitz aufgehoben. Die ehemalige Pfarrkirche Prigglitz ist seither eine Filialkirche der Pfarre Gloggnitz und ist Kirche der Teilgemeinde Prigglitz.

## Architektur
Das Kirchenäußere zeigt sich einheitlich verputzt mit freiliegenden Steinmetzteilen.
Das Kircheninnere zeigt sich mit einem dunklen Mittelschiff und mit den umliegenden helleren kapellenartigen Raumteilen.
Die Wandmalerei zeigt im Mittelschiffgewölbe vier musizierende Engel und einen Reichsadler am Schlussstein und florale Zwickelornamente mit der Jahresangabe 1525 über dem Triumphbogen.

## Ausstattung
Der linke Seitenaltar als neugotisches Retabel aus 1884 zeigt das Leinwandbild hl. Patrizius aus der Mitte des 18. Jahrhunderts. Auf dem neoklassizistischen Altartisch befindet sich ein Heiliges Grab aus 1900. Den rechten Seitenaltar schuf Philipp Lafleur 1727 als Säulenretabel, der Altar trägt eine Kopie der Prigglitzer Madonna nach dem Original aus dem vierten Viertel des 15. Jahrhunderts, die Madonna steht zwischen den Statuen Leopold, Sebastian, Rochus und Florian, am Wolkenauszug sind die Trinitätsfiguren mit Engeln.
Die Prigglitzer Monstranz aus 1515 befindet sich im Dom Museum Wien. Die Orgel aus 1890 mit 8 Registern stammt von Eduard Kanitsch.